# Typhlopsychrosoma
Typhlopsychrosoma es un género de miriápodos cordeumátidos de la familia Vandeleumatidae. Sus 4 especies conocidas son endémicas de la España peninsular.

## Especies
Se reconocen las siguientes:
- Typhlopsychrosoma baeticaense (Mauriès, 2013)
- Typhlopsychrosoma breuili (Mauriès, 1971)
- Typhlopsychrosoma fadriquei (Mauriès & Vicente, 1977)
- Typhlopsychrosoma tarraconense (Mauriès, 1971)